# Монро (Њујорк)
Монро (енгл. Monroe) град је у америчкој савезној држави Њујорк.

## Демографија
По попису из 2010. године број становника је 8.364, што је 584 (7,5%) становника више него 2000. године.
| Група             | 2000.         | 2010.         |
| Белци             | 6.622 (85,1%) | 5.928 (70,9%) |
| Афроамериканци    | 200 (2,6%)    | 340 (4,1%)    |
| Азијати           | 182 (2,3%)    | 362 (4,3%)    |
| Хиспаноамериканци | 679 (8,7%)    | 1.638 (19,6%) |
| Укупно            | 7.780         | 8.364         |